# Crocidura lea
Crocidura lea es una especie de musaraña de la familia de los soricidae.

## Distribución geográfica
Es endémica de Indonesia. 